# Test di paternità
Il test di paternità è un esame genetico che viene effettuato per accertare la paternità, cioè se un uomo è il padre biologico di un altro individuo o meno. Questo test può essere importante in vista dei diritti e dei doveri del padre. Analogamente, si può effettuare un test di maternità, pratica meno comune utilizzata in caso di una gravidanza riguardante un trasferimento dell'embrione o una donazione d'ovulo.

## Modalità di esecuzione
Si può realizzare tramite l'analisi del DNA dei tre individui in causa, sebbene vi fossero ulteriori metodi usati in passato come quello del gruppo sanguigno AB0, l'analisi di varie altre proteine ed enzimi o l'uso di antigeni HLA. Le tecniche attuali per il test di paternità usano la reazione a catena della polimerasi (PCR) e il polimorfismo da lunghezza dei frammenti di restrizione (RFLP). Queste tecniche, che si servono del DNA, hanno superato tutte le altre forme di test precedenti.
Il DNA di un individuo è all'incirca esattamente lo stesso in ogni cellula somatica. La riproduzione sessuata porta il DNA di entrambi i genitori ad unirsi casualmente per creare una combinazione unica di materiale genetico in una nuova cellula, ne consegue che il materiale genetico di un individuo risulta dal materiale genetico dei suoi genitori. Questo materiale genetico si chiama genoma nucleare dell'individuo poiché si trova nel nucleo.
Confrontando le sequenze di DNA di un individuo con quelle di un altro individuo si può verificare se uno di loro deriva dall'altro oppure no. Si osservano le sequenze specifiche per vedere se sono state copiate precisamente dal genoma di un individuo a quello dell'altro. Se è così, allora questo fatto prova che il materiale genetico di un individuo potrebbe essere derivato da quello dell'altro (per esteso, che uno è il genitore dell'altro).
Oltre al DNA nucleare nel nucleo, anche i mitocondri nelle cellule hanno il loro proprio materiale genetico chiamato genoma mitocondriale. Il DNA mitocondriale proviene unicamente dalla madre, senza alcun mescolamento.
Provare una parentela basandosi sul confronto del genoma mitocondriale è molto più facile di quello basato sul genoma nucleare. Comunque, il test del genoma mitocondriale può provare solo se due individui sono imparentati per un antenato in comune in una discendenza comune di linee materne ed è perciò di validità limitata (per esempio, non si può usare nel test di paternità).
Nel test di paternità per un figlio maschio, può inoltre essere comparato direttamente il cromosoma Y dei due individui, infatti questo cromosoma è ereditato dal figlio maschio interamente dal padre. Questa stessa tecnica può essere utilizzata per verificare la paternità nel caso in cui non sia possibile ottenere un campione di DNA del presunto padre; in questo caso è però necessario disporre di un campione di DNA di parenti maschi del presunto padre (altri figli, fratelli, padre, nonno paterno) per poter stabilire la parentela.
Il padre presunto in Italia può rifiutare di sottoporsi al test del DNA, che non è obbligatorio.

## Nuova tecnologia non invasiva per il test prenatale
I test scientifici possono determinare la paternità dopo la decima settimana di gravidanza utilizzando in molti casi metodi di test non invasivo. Si effettua un semplice prelievo di un campione di sangue dal braccio della donna incinta. Il sangue di una donna incinta trasporta il materiale genetico del feto, che può essere confrontato con il DNA del supposto padre.

## Implicazioni legali
Nel Regno Unito non vi erano limitazioni ai test di paternità fino alla promulgazione dello Human Tissue Act del settembre 2006. La Sezione 45 dichiara reato il possesso senza appropriato consenso di materiale corporeo umano con l'intenzione di analizzarne il DNA. 
I test a volte vengono ordinati dal tribunale quando la prova della paternità è necessaria. Nel Regno Unito, il Dipartimento per le Relazioni Costituzionali accerta su quali corpi si possa effettuare questo test. Il Dipartimento di Salute sta anche procedendo all'aggiornamento del proprio codice volontario per la pratica del test di paternità genetica.
In Italia, il giudice può ordinare l'esecuzione coatta del test del DNA in base alla legge n. 85/2009 per il procedimento penale, ma non ancora al fine di accertamento della paternità. L'esame coatto del DNA è stato dichiarato legittimo dalla Corte Costituzionale con sentenze n. 54/1986 e n. 238/1996. Tuttavia, il giudice può valutare unitamente ad altre prove la condotta della parte che rifiuta il test, come prova della paternità presunta.